# Zenon Kułaga
Zenon Kułaga (ur. 30 grudnia 1940 w Turbi) – polski wojskowy, polityk, samorządowiec, poseł na Sejm X kadencji, generał brygady pilot Wojska Polskiego.

## Życiorys
Absolwent Liceum Ogólnokształcącego w Rzeszowie (1960). W latach 1960–1963 był słuchaczem Oficerskiej Szkoły Lotniczej im. Janka Krasickiego w Dęblinie, a w latach 1971–1974 słuchaczem Akademii Sztabu Generalnego im. gen. broni Karola Świerczewskiego w Rembertowie. Od 1963 do 1984 służył w 6 Pułku Lotnictwa Myśliwsko-Bombowego w Pile (od 1969 dowódca klucza, od 1974 zastępca dowódcy eskadry ds. liniowych). Od 19 kwietnia 1978 pełnił obowiązki dowódcy tego pułku. 2 maja 1979 został zatwierdzony na tym stanowisku. W latach 1984–1989 był szefem sztabu-zastępcą dowódcy 2 Brandenburskiej Dywizji Lotnictwa Myśliwsko-Bombowego w Pile. Od 21 sierpnia 1989 pełnił służbę na stanowisku zastępcy dowódcy 2 DLMB do spraw ogólnych. 7 maja 1990 awansował na generała brygady (nominację wręczył mu prezydent Wojciech Jaruzelski), a 1 lipca tego samego roku został szefem Oddziału Wychowawczego Dowództwa Wojsk Lotniczych i Obrony Powietrznej. W latach 1991–1998 był szefem Wojewódzkiego Sztabu Wojskowego w Pile. W 1998 został zwolniony z zawodowej służby wojskowej i przeniesiony do rezerwy.
Do 1990 należał do Polskiej Zjednoczonej Partii Robotniczej, później dołączył do Sojuszu Lewicy Demokratycznej. W latach 1983–1984 pełnił obowiązki przewodniczącego Wojewódzkiej Rady Narodowej w Pile. Z ramienia PZPR sprawował mandat posła na Sejm X kadencji wybranego w okręgu pilskim, po czym przeszedł do Klubu Posłów Wojskowych. W 1997 był kandydatem Krajowej Partii Emerytów i Rencistów do Sejmu. W latach 1998–2006 był radnym sejmiku wielkopolskiego. W wyborach samorządowych w 2006 i 2010 był wybierany do rady powiatu pilskiego; w 2014 nie uzyskał reelekcji. W przedterminowych wyborach parlamentarnych w 2007 bez powodzenia kandydował do Senatu z ramienia koalicji Lewica i Demokraci.

## Odznaczenia
- Krzyż Oficerski Orderu Odrodzenia Polski (1991)
- Krzyż Kawalerski Orderu Odrodzenia Polski (1983)
- Srebrny Krzyż Zasługi (1976)
- Złoty Medal „Siły Zbrojne w Służbie Ojczyzny” (1984)
- Srebrny Medal Siły Zbrojne w Służbie Ojczyzny
- Złoty Medal „Za zasługi dla obronności kraju” (1985)
- Srebrny Medal „Za zasługi dla obronności kraju”
- Brązowy Medal „Za zasługi dla obronności kraju”